# 花斑鮑氏脂鯉
花斑鮑氏脂鯉（学名：Boulengerella maculata）為輻鰭魚綱脂鯉目脂鯉亞目魣脂鯉科的其一種，分布於南美洲亞馬遜河、奧里諾科河及托坎廷斯河流域，體長可達31.9公分，棲息在底中層水域，生活習性不明，可作為觀賞魚。
其种加词“maculata”意为“有斑点的”。